# Union (Kentucky)
Union é uma cidade localizada no estado americano de Kentucky, no Condado de Boone.

## Demografia
Segundo o censo americano de 2000, a sua população era de 2893 habitantes.
Em 2006, foi estimada uma população de 3479, um aumento de 586 (20.3%).

## Geografia
De acordo com o United States Census Bureau tem uma área de
8,4 km², dos quais 8,4 km² cobertos por terra e 0,0 km² cobertos por água. Union localiza-se a aproximadamente 280 m acima do nível do mar.

## Localidades na vizinhança
O diagrama seguinte representa as localidades num raio de 12 km ao redor de Union.

## Outros
Union é a cidade em que nasceu o ator Josh Hutcherson, conhecido por Bridge to Terabithia e The Hunger Games